# Ferdinand Walter
Ferdinand Walter (30. november 1794 i Wetzlar - 13. december 1879 i Bonn) var en tysk retslærd. 
Walter blev 1818 privatdocent i Heidelberg, 1819 ekstraordinær, 1821 ordentlig professor i Bonn. Påvirket erkendelsesteoretisk af Thibaut, historisk af Müller, Niebuhr og Moser, udfoldede Walther en frugtbar forfattervirksomhed både på retshistoriens, retsfilosofiens og romerrettens område, Corpus juris Germanici antiqui (I—III, 1824), Deutsche Rechtsgeschichte (1853, 2. udgave 1857), Juristische Encyclopädie (1856), Geschichte des Römischen Rechts bis auf Justinian (I-II 1840, 3. udgave 1860-61), Naturrecht und Politik im Lichte der Gegenwart (1863, 2. udgave 1871) foruden en mængde mindre skrifter. Størst betydning havde Walters Lehrbuch des Kirchenrechts aller christlichen Confessionen (1822, 14. udgave ved Hermann Gerlach 1871), ligesom mange andre af Walters skrifter er oversatte til fransk, italiensk og spansk. Walter, der også deltog i det politiske liv og optrådte som ikke-juridisk forfatter — Das alte Wales (1859) og andre — udgav 1865 Aus meinem Leben.